# Brett Murray
Brett Murray nacido el año 1961 en Pretoria, es un escultor sudafricano, conocido por esculturas de pared de acero y materiales diversos . Murray tiene una maestría en Bellas Artes por la Escuela de Michaelis de Bellas Artes , 1989.
Conocido por la crítica Brenda Atkinson como "el príncipe oscuro del (arte) pop sudafricano", Murray es uno de los artistas más populares del país , utiliza a menudo imágenes de los medios fácilmente reconocibles  con la adición de un toque subversivo y amargamente divertido.  La obra de Murray se ocupa de las guerras de las culturas , el choque entre afrocentrismo y eurocentrismo , lo viejo y lo nuevo de Sudáfrica. 

"Con mi trabajo espero entretener críticamente. A través de reflexiones satíricas y trágicas sobre Sudáfrica, para cambiar las perspectivas  y la mentalidad de la gente, tan indulgente, arrogante y pretencioso como esto puede sonar", dice.

  Más recientemente, su trabajo ha explorado sus propias experiencias personales  e identidad.  Murray también fue el fundador del departamento de escultura en la Universidad de Stellenbosh.